# 上安站
上安站位于河北省石家庄市井陉县上安镇，是石太铁路上的一个铁路车站，始建于1920年，距离太原站197公里，距离石家庄站34公里，隶属于北京铁路局，现为四等站。